# Exelon
Exelon Corporation — американська енергетична компанія зі списку Fortune 100, штаб-квартира якої розташована в Чикаго, штат Іллінойс, і зареєстрована в Пенсільванії.  Він генерує дохід у розмірі приблизно 33,5 мільярдів доларів США та налічує близько 33 400 працівників.  Exelon є найбільшою електричною материнською компанією в Сполучених Штатах за доходами, найбільшою регульованою електричною компанією в Сполучених Штатах з приблизно 10 мільйонами клієнтів, і раніше була найбільшим оператором атомних електростанцій у Сполучених Штатах і найбільшим неурядовим оператором атомних електростанцій у світі, поки джерела генерації не були виділені в незалежну компанію Constellation Energy у 2022 році.  

## Історія
Корпорація Exelon була створена в результаті злиття PECO Energy Company та Unicom Corporation у жовтні 2000 року. Компанія Unicom була заснована в Чикаго, і це місто стало домом для нової організації. Злиття відбулося під наглядом генерального директора Unicom Джона Роу, який приєднався до корпорації в 1998 році та очолював новостворену Exelon до 2012 року, ставши найдовшим керівником комунального підприємства країни.

## Політична діяльність
Комітет політичних дій Exelon (PAC) називається EXELONPAC. З моменту відмови від вугілля компанія має кращі позиції, ніж багато її конкурентів, щоб отримати вигоду від ціноутворення на викиди вуглецю в рамках плану обмеження та торгівлі для скорочення викидів вуглекислого газу. «[Колишній] генеральний директор Exelon Джон Роу є гучним і давнім прихильником законодавства про зміну клімату. У 2009 році Forbes повідомляв, що якщо кліматичне законодавство Ваксмана-Маркі стане законом, «поточна вартість потоку прибутку Exelon зросте на 14 доларів на акцію, або 28%. Exelon також оприлюднив численні внески до політичних некомерційних організацій, найбільшим з яких були 290 000 доларів США, надані Американському енергетичному альянсу – неприбутковій організації 501(c)(4), яка має зв’язки з консервативними братами-мільярдерами Чарльзом та Девіда Коха та на чолі з колишнім лобістом Koch Industries Томасом Пайлом.